# Cixius stigmatica
Cixius stigmatica är en insektsart som beskrevs av Ernst Friedrich Germar 1818. Cixius stigmatica ingår i släktet Cixius och familjen kilstritar. Inga underarter finns listade i Catalogue of Life.